# Zemský okres Frísko
Zemský okres Frísko (německy Landkreis Friesland) je zemský okres v německé spolkové zemi Dolní Sasko. Sídlem správy zemského okresu je město Jever. Má přibližně 98 tisíc obyvatel. 

## Města a obce
| Města: 1. Jever 2. Schortens 3. Varel | Obce: 1. Bockhorn 2. Sande 3. Wangerland 4. Wangerooge 5. Zetel |